# Francesco Abbadessa
Francesco Abbadessa (Palermo, 15 dicembre 1869 – Palermo, 2 aprile 1954) è stato uno scacchista italiano.

## Biografia
Ragioniere di professione, fu attivo a Palermo (1889; 1891; 1894-1901; 1913; 1939-1942). Giocatore a tavolino, per corrispondenza (1895-1899) vinse il 1º torneo organizzato dalla Gazzetta del Popolo della Domenica e sostenne una sfida contro Vittorio Torre di Torino.
Problemista, compose circa 130 problemi in 2, 3, 4 mosse. Solutore di problemi pubblicati sul Giornale di Sicilia. Fondatore e Direttore de L'Eco degli Scacchi (1897-1903; 1913).
Redattore di rubriche scacchistiche (Psiche, Sicilia Musicale). Collaborò con la rivista Ruy Lopez (1896-1897), con l'invio di problemi inediti. Annotatore di partite. Socio fondatore (aprile e 8 novembre 1896), Segretario (1896) e Presidente (1898-1900) del «Circolo Scacchistico del Club Alpino Siciliano». Socio dell'«Accademia Scacchistica Palermitana» (1913).